# لورينغ كريستي
لورينغ كريستي هو دبلوماسي كندي، ولد في 21 يناير 1885 في أمهرست في كندا، وتوفي في 8 أبريل 1941 في مانهاتن في الولايات المتحدة.